# Гридино (Сидоровское муниципальное образование)
Гридино — деревня в Грязовецком районе Вологодской области.
Входит в состав Сидоровского муниципального образования, с точки зрения административно-территориального деления — в Сидоровский сельсовет.
Расстояние по автодороге до районного центра Грязовца — 52,5 км, до центра муниципального образования Сидорово — 4,5 км. Ближайшие населённые пункты — Илюшкино, Полухино, Степаново.
По переписи 2002 года население — 6 человек.